# シェフの家
『シェフの家』（シェフのいえ、原題：Chef's House）は、アメリカの小説家レイモンド・カーヴァーの短編小説。

## 概要
『ザ・ニューヨーカー』1981年11月30日号に掲載された。同誌に初めて掲載されたカーヴァーの作品である。短編集『大聖堂』（クノップフ社、1983年9月15日）に収録。生前に出版された精選作品集『Where I'm Calling From: New and Selected Stories』（アトランティック・マンスリー・プレス、1988年5月）にも収録された。
日本語版は『THE COMPLETE WORKS OF RAYMOND CARVER 3　大聖堂』（中央公論社、1990年5月20日）が初出。翻訳は村上春樹。
なおボブ・エーデルマンの写真集『Carver Country: The World of Raymond Carver』（チャールズ・スクリブナーズ・サンズ、1990年9月7日）には、作品の舞台のモデルとなったとされるカリフォルニア州アーケイタの家とその付近の宿屋の写真がそれぞれ収められている。
2018年、本作品を下敷きにした全編墨絵のアニメーション映画『Ville Neuve』がカナダで製作された。監督はフェリックス・デュフール＝ラペリエール。『Ville Neuve』は『新しい街 ヴィル・ヌーヴ』という邦題で2020年9月に日本で公開される予定。

## あらすじ
その夏、ウェスはカリフォルニア州ユウリーカ（Eureka）の北にある家を、以前アルコール中毒だったシェフという男から借りた。ウェスは「私」に電話をかけ、ここに来て一緒に住んでくれないかと言った。なあ俺たちもう一回やりなおそうや、と彼は言った。
「私」は決心し、今の恋人と別れ、600マイル離れた地からウェスのもとに行った。子供たちとは距離を保っていた。シェリルはオレゴンの農場で山羊の群れの世話をしていた。ボビーはワシントンにいて、干し草農場で働いていた。このまま夏が終わらなければいいのにと「私」は思うようになっていた。家賃はほとんど無料同然だった。
ある日の午後、シェフがやってくる。今月の末までにここを出てもらえないかとシェフは言った。彼の娘の亭主が海で行方不明になったため、娘とその子供の住む家が必要になったのだという。
「私」は19の歳にウェスがどんなだったかを思い出す。トラクターに乗った父親に向かって、畑を横切って駆けていった彼の姿を。